# Mandalamane, Belur
Mandalamane là một làng thuộc tehsil Belur, huyện Hassan, bang Karnataka, Ấn Độ.